# ستيف هاميلتون (لاعب كرة قدم أمريكية)
ستيف هاميلتون (بالإنجليزية: Steve Hamilton)‏ هو لاعب كرة قدم أمريكية أمريكي، ولد في 28 سبتمبر 1961 في نياجارا فولز في الولايات المتحدة.

## وصلات خارجية
- ستيف هاميلتون على موقع مرجع كرة القدم المحترفة.كوم (الإنجليزية)